# Apogonia fuscula
Apogonia fuscula är en skalbaggsart som beskrevs av Moser 1921. Apogonia fuscula ingår i släktet Apogonia och familjen Melolonthidae. Inga underarter finns listade i Catalogue of Life.